# Евтрофікація

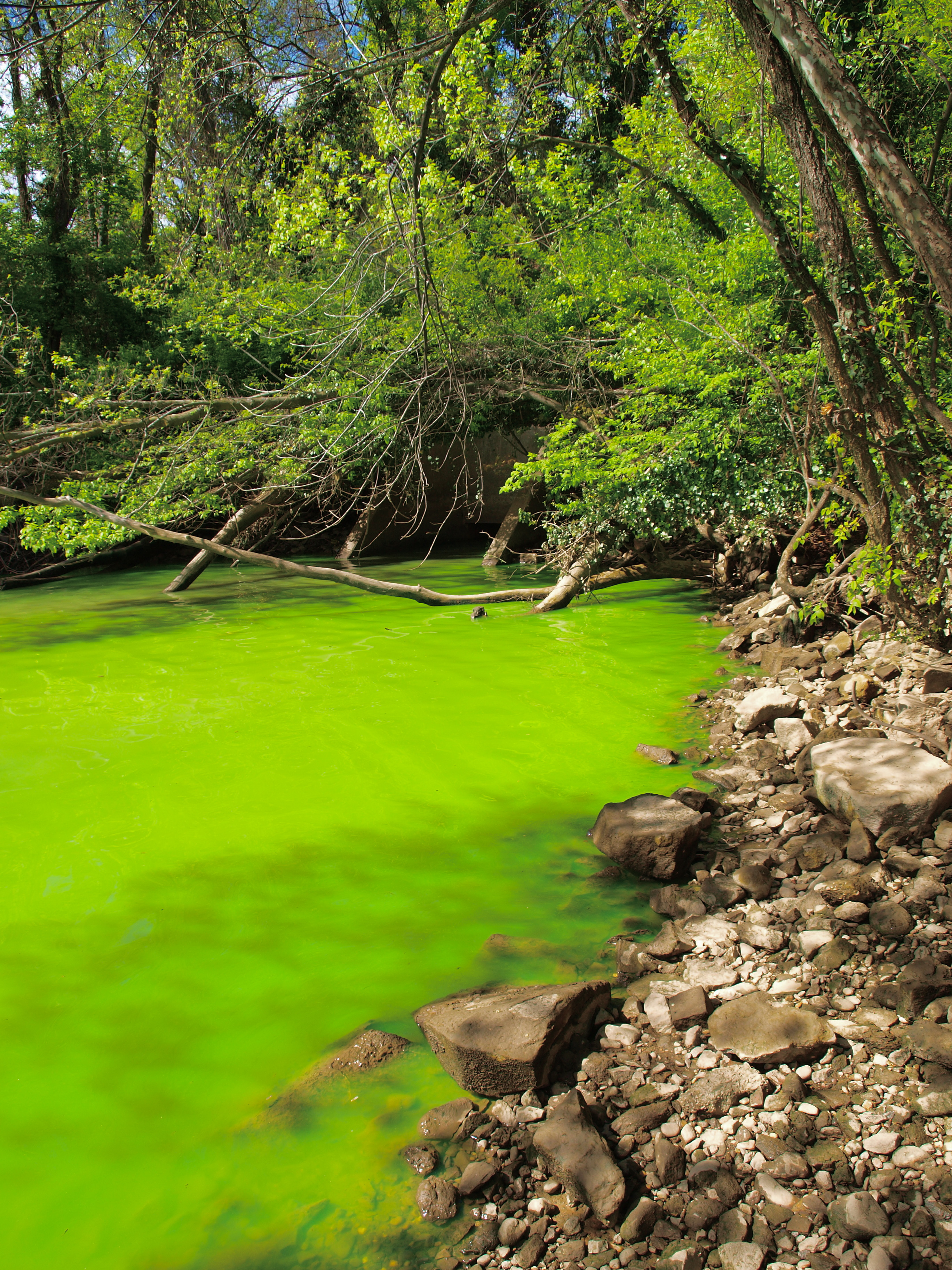
Евтрофікація річки Потомак видно з яскраво зеленого кольору води, що створене густим цвітінням ціанобактерій.

Евтрофікація (від грецького eutrophia — добре харчування) — збагачення водойм біогенними елементами, що супроводжується знищенням продуктивності водойми. Евтрофікація може бути наслідком природного старіння водойми, внесення добрив або забруднення стічними водами.

## Класифікація
За рівнем евтрофікації водойми поділяються на:
- оліготрофні (слабко евтрофіковані)
- мезотрофні (середньоевтрофіковані)
- евтрофні (сильно евтрофіковані)

Іноді також в окрему категорію виділяють гіперевтрофні (над-сильно евтрофіковані) водойми — такі, де евтрофікація спричинює масове відмирання біоти та різку зміну параметрів екосистеми.
Для евтрофних водойм характерні багаті та різноманітні літоральна та субліторальна рослинність, велика кількість планктону. Розбалансована евтрофікація може призводити до вибухового розвитку одноклітинних водоростей («цвітіння води»), дефіциту кисню та, як наслідок, загибелі вищої рослинності, риб та інших тварин.

## Вплив
Механізм впливу гіпер-евтрофікації на екосистеми водойм є таким:
1. Підвищення вмісту біогенних елементів у верхніх горизонтах води викликає бурхливий розвиток рослин в цій зоні (в першу чергу планктонних водоростей, а також водоростей — обрастальників) та збільшення чисельності зоопланктону, що харчується фітопланктоном. Як наслідок прозорість води різко знижується, глибина проникнення сонячних променів зменшується, що призводить до загибелі донних рослин від нестачі світла. Після загибелі донних рослин відбувається загибель організмів, чий життєвий цикл був з ними пов'язаний.
2. Водорості та бактерії, що сильно розмножилися у верхніх горизонтах водойми, мають набагато більшу сумарну поверхню тіла та біомасу, аніж нормальний рослинний комплекс при сталому рівні евтрофікації водойми. При цьому в нічні години фотосинтез в цих рослинах не йде, а процес дихання продовжується, що потребує затрат кисню. В результаті в передранішні години, особливо в теплі дні, кисень у верхніх горизонтах води опиняється майже вичерпаним, і спостерігається загибель організмів, що мешкають в приповерхневих водах, від нестачі кисню (так званий «літній замор»).
3. Велика кількість відмерлих організмів з верхніх шарів водойми опускаються на дно, де проходить їхнє розкладення. Але, як вказано в п. 1, донна рослинність гине на ранніх стадіях евтрофікації, і виробництво кисню тут майже не відбувається. Якщо ж взяти до уваги, що біопродуктивність завдяки евтрофікації збільшується (див. п. 2), між виробництвом та споживанням кисню в придонних горизонтах спостерігається дисбаланс, кисень тут стрімко витрачається, і все це призводить до загибелі бентосних організмів, навіть не пов'язаних з придонною рослинністю. Аналогічне явище, що спостерігається у другій половині зими в замкнутих мілководних водоймах, відоме як «зимові замори».
4. В донному ґрунті, позбавленому кисню, проходить анаеробне розкладення відмерлих організмів з утворенням таких сильних отрут як феноли та сірководень, які призводять до отруєння організмів у всіх ешелонах водойми, що спричинює ще більш масоване відмирання, як наслідок — додаткове збільшення споживання кисню при розкладенні органіки, і т. д.

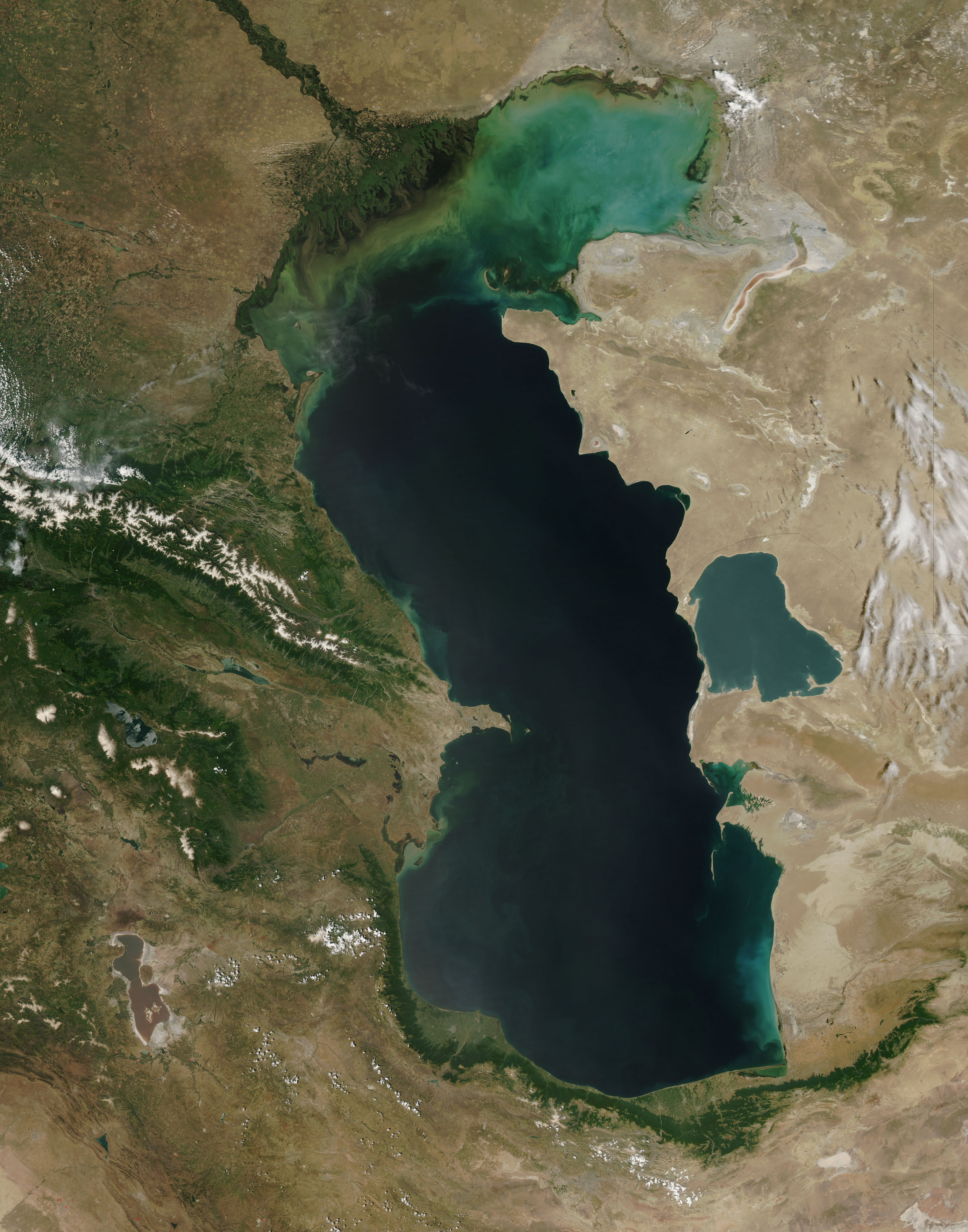
Евтрофікаційний спалах в північній частині Каспійського моря, супутниковий знімок

Як наслідок масованої та незбалансованої евтрофікації більша частина флори та фауни водойми може бути знищеною, а екосистема водойми — різко та катастрофічно зміненою.
Треба зауважити, що життя на Землі з моменту його появи супроводжувалось проявами евтрофікації, тобто це явище не характерне винятково для сучасної геологічної епохи. Саме грандіозним за масштабами евтрофікаційним явищам ми зобов'язані наявністю покладів вугілля, нафти, природного газу та інших корисних копалин біогенного походження (аж до деяких видів залізних руд).
До біогенних елементів, що саме і спричинюють евтрофікацію, відносяться насамперед азот, фосфор та кремній у різних сполуках. Найбільше значення мають фосфор та азот, що є обов'язковими елементами тканин будь-якого живого організму.
Концентрація біогенних елементів та їхній режим залежать від інтенсивності біологічних та біохімічних процесів у водоймі та від кількості біогенів, що потрапляють у водойму із стічними водами та поверхневим стоком на площі водозбору. Концентрації азоту та фосфору характеризують трофність («кормність») водойми. Режим біогенних елементів розглядають як вихідний показник потенціальної евтрофікації.
Вважається, що надмірна евтрофікація водойм починається при вмісті в воді азоту в концентрації 0.2-0.3 мг/л, фосфору — 0.01-0.02 мг/л.
При переході від оліготрофних водойм до мезотрофних та евтрофних істотно зростає доля амонійного азоту в його загальній кількості.